# Bibliothèque d'État de Bamberg
La Bibliothèque d'État de Bamberg (allemand : Staatsbibliothek Bamberg) est une bibliothèque régionale de recherche avec une priorité de sciences humaines.
Aujourd'hui elle est installée dans la Nouvelle Résidence (Neue Residenz) des princes-évêques de Bamberg. L'État libre de Bavière est l'autorité responsable.

## Aperçu
La Bibliothèque d'État de Bamberg est une bibliothèque régionale de recherche qui fournit des ouvrages à la ville et à la région de la Haute-Franconie pour la réalisation de projets scientifiques, professionnels ou personnels. Le fonds de plus de 500 000 volumes est constamment complété et élargi par des acquisitions générales et de tous les domaines des sciences humaines – surtout de ceux de l'histoire et de la géographie de la (Haute-)Franconie, de l'histoire et de la connaissance de l'art –, des manuscrits et des imprimés.
Elle travaille en active coopération avec la Bibliothèque universitaire de Bamberg, récemment fondée en 1972.
Une des missions régionales est la collection des matériaux documentaires concernant la région et des personnes qui sont associées à la région.
En plus, la Bibliothèque d'État de Bamberg reçoit le second exemplaire du dépôt légal des publications de la Haute-Franconie et elle compile une bibliographie de la région. Cela veut dire que la bibliothèque reçoit un exemplaire de chaque livre publiée en Haute-Franconie. (Le premier exemplaire du dépôt légal est archivé à la Bibliothèque d'État de Bavière à Munich.)
La Bibliothèque d'État de Bamberg met de l’espace à la disposition des institutions de Bamberg pour leurs collections de livres – par exemple la Société Historique de Bamberg (allemand : Historischer Verein Bamberg) et la Société pour la Recherche de la Nature de Bamberg (allemand : Naturforschende Gesellschaft Bamberg). Pour faire connaître au public la bibliothèque et ses trésors, diverses expositions sont régulièrement réalisées.
La raison pour l'appréciation comme bibliothèque de rang international est le trésor de ses manuscrits. Les livres les plus anciens et les plus précieux datent du temps de l'empereur Henri II du Saint-Empire, voire d'une période plus ancienne. Henri II fonda l'évêché de Bamberg le 1er novembre 1007. Trois de ces manuscrits de grande valeur font part du Mémoire du monde de l'UNESCO:
- l'Apocalypse de Bamberg (allemand : Bamberger Apokalypse; Msc.Bibl.140),
- le Commentaire sur le Cantique des cantiques de Bamberg (allemand : Kommentar zum Hohen Lied, zu den Sprüchen Salomos und zum Buch Daniel; Msc.Bibl.22) et
- la Pharmacopée de Lorsch (allemand : Lorscher Arzneibuch; Msc.Med.1).

## Fonds
- 566 000 volumes
- 80 000 œuvres graphiques et photographies
- 3 600 incunables (imprimés du XVe siècle)
- 6 400 manuscrits au total (1 000 manuscrits médiévaux)
- 1 650 périodiques courants[1]

## Histoire
Les livres les plus anciens et les plus précieux datent du temps de l'empereur Henri II, voire d'une période plus ancienne. Henri II fonda l'évêché de Bamberg en 1007 et dota surtout la cathédrale de livres, que lui-même et ses prédécesseurs avaient collectionnés ou commandés. Ainsi des manuscrits de nombreux centres intellectuels et religieux de l'occident vinrent à Bamberg à une époque où l'on ne pouvait ni écrire ni enluminer soi-même; l’enluminure fut surtout pratiquée plus tard par les bénédictins du Mont Saint-Michel à Bamberg, notamment au XIIe siècle.
Bamberg fut le premier lieu où furent publiés des livres en langue allemande illustrés de gravures sur bois. Bien que seulement des fragments du tout premier début de l'imprimerie typographique à Bamberg soient conservés à la bibliothèque, la collection des incunables prouve le rang de la production de livres au XVe siècle.
Après que Bamberg fut intégrée à la Bavière et que les monastères de la cité et du fief épiscopal furent sécularisés en 1802-1803, on réunit les manuscrits et les imprimés qui se trouvaient jusque-là encore dans ces monastères avec ceux de l'Université de Bamberg, qui fut fondée en 1648 comme académie des Jésuites mais qui cessa d’exister après 1803. Cela constitua une bibliothèque devenue l'actuelle Bibliothèque d'État de Bamberg. Grâce à des donations privées, surtout au XIXe siècle, la Bibliothèque d'État de Bamberg possède aussi des estampes, gravures et dessins. Les collections spéciales d'Ernst Theodor Amadeus Hoffmann et des carnets personnels (libri amicorum, albums de poésie du XVIe siècle jusqu’au XIXe siècle) ont été essentiellement agrandies de nos jours.